# Desislava Bozhilova
Desislava Bozhilova (Sliven, 16 de octubre de 1992) es una árbitra de snooker búlgara. Supervisa partidos del World Snooker Tour.

## Biografía
Nació en la localidad búlgara de Sliven en 1992. Es árbitra de snooker desde 2012. Fue la colegiada de la final del Masters de 2022 y también ha oficiado, entre otros, partidos los dos torneos que conforman con aquel la Triple Corona: se estrenó en el Campeonato del Reino Unido en 2016 y en el Campeonato Mundial de Snooker en 2019.